# Chatenay-Mâcheron
Chatenay-Mâcheron är en kommun i departementet Haute-Marne i regionen Grand Est (tidigare regionen Champagne-Ardenne) i nordöstra Frankrike. Kommunen ligger i kantonen Langres som tillhör arrondissementet Langres. År 2022 hade Chatenay-Mâcheron 96 invånare.

## Befolkningsutveckling
Antalet invånare i kommunen Chatenay-Mâcheron
| Referens: INSEE |